# ТЭС «Поланец»
ТЭС «Поланец» (пол. Elektrownia Połaniec) — тепловая электростанция в селе Завада, в 3 км к востоку от города Поланец, на берегу Вислы, в Свентокшиском воеводстве, северо-восточнее Кракова. Является пятой по величине в стране и крупнейшей электростанцией в юго-восточной Польше. Установлено 8 энергоблоков, из которых 7 (блок №1 электрической мощностью 225 МВт, модернизированные блоки №2—6 мощностью 242 МВт и блок №7 мощностью 239 МВт) работают на каменном угле, блок №9 («Зелёный блок») мощностью 225 МВт — на биомассе (20% отходов сельского хозяйства и 80% древесины). «Зелёный блок» является крупнейшим в мире энергоблоком на биомассе. Установленная мощность — 1899 МВт, что составляет почти 5% от установленной мощности в стране (2018). Годовая выработка электроэнергии — 6000 млн кВт⋅ч, что составляет 6% от выработки в стране. Владелец и эксплуатирующая организация — Enea Elektrownia Połaniec SA.
Электростанция приватизирована 6 апреля 2000 года и её приобрела нидерландская компания Electrabel International Holdings BV. В 2009 году владельцем компании Electrabel стала международная энергетическая компания GDF Suez (ныне Engie), которая управляла станцией в лице компании Engie Energia Polska. 14 марта 2017 года польская энергетическая компания Enea SA приобрела за 1,3 млрд злотых (примерно 250 млн евро) 100% акций компании Engie Energia Polska. Компании Enea SA принадлежит ТЭС «Козенице» в Сверже-Гурне, вторая по величине электростанция в стране. Также компании Enea SA принадлежит 65% акций компании Lubelski Węgiel „Bogdanka” S.A., которой принадлежит шахта «Богданка» Люблинского угольного бассейна.
ТЭС «Поланец» введена в строй в 1979—1983 годах (блок №1 в 1979, №2 и №3 — в 1980 году, №4 и №5 в 1981 году, №6 и №7 — в 1982 году и №8 — в 1983 году). Первоначальная установленная мощность — 1607 МВт.
ТЭС «Поланец» сооружалась при содействии СССР. Регенеративные воздухоподогреватели и котлы для блоков 200 МВт изготовил таганрогский завод «Красный котельщик». Паровые котлы ТПЕ-209 (Еп-670-137) на каменном угле производительностью 670 т/ч и давлением пара 137 кгс/см² поставлены в 1976—1980 годах. Регенеративные воздухоподогреватели РВП-88 (16 шт.) поставлены в 1976 году. Паровые турбины 13K215 произвёл механический завод «Замех» в Эльблонге (изготовил 80% турбин в стране; компания ABB продала завод компании Alstom в 1990 году). Генераторы — 4×TWW-200 для первых блоков и 4×TWW-215-2 — изготовили «Дольмэль» и ленинградский завод «Электросила».
Вырабатываемая электроэнергия подается на распределительную станцию на трёх уровнях напряжения. Установлены блочные трансформаторы: 1 — 110 кВ, 3 — 220 кВ и 4 — 400 кВ производства завода трансформаторов «Эльта» в Лодзе (ныне принадлежит ABB).
В 1995—1998 годах датская компания FLS miljø a/s (входила в группу FLS Industries Group и закрыта в 2004 году) построила систему десульфурации дымовых газов по технологии японской компании Mitsubishi Heavy Industries для блоков 5—8. В 2006—2008 годах на втором этапе строительства системы к системе подключены блоки 2-7. В 2008 году компания Uniserv S.A. построила многоканальную железобетонную дымовую трубу высотой 150 м. В 2016 году чешская компания Mrozek укоротила две железобетонные трубы высотой 250 м до 90 м. Система десульфурации дымовых газов модернизирована в 2019—2021 годах.
В 2013—2020 годах проведена модернизация ТЭС «Поланец». В 2020 году завершена модернизация энергоблока № 5 с увеличением мощности на 17 МВт до 242 МВт. Установленная мощность ТЭС увеличена до 1899 МВт.
ТЭС «Поланец» потребляет примерно 3 млн т каменного угля в год, который поступает по железной дороге из шахт Верхнесилезского и Люблинского угольных бассейнов.
Блок №8 выведен из эксплуатации в 2011 году. Блок №9 ТЭС «Поланец» оснащён одним из крупнейших в мире котлов на биомассе с топкой с циркулирующим кипящим слоем (ЦКС, CFB) производства Foster Wheeler (в 2017 году компания Amec Foster Wheeler продала за 137 млн фунтов бизнес по производству котлов с ЦКС и создана компания Sumitomo SHI FW (SFW)). Тип котла — трёхходовой с естественной циркуляцией и с промежуточным перегревом пара. Параметры котла по острому пару: производительность 570 т/ч, давление 127,5 (13,05) кгс/см² (МПа), по вторичному перегреву пара: производительность 489 т/ч, давление 19,5 (2,05) кгс/см² (МПа). Температура перегретого пара — 537,4 °C. Температура вторичного перегрева пара — 537 °C. Установлена паровая турбина 13K205/225-ND41-M2. Энергоблок электрической мощностью 225 МВт брутто и 205 МВт нетто введён в строй в ноябре 2012 года.